# Åse Idland
Åse Idland (ur. 2 kwietnia 1973 w Figgjo) – norweska biathlonistka, srebrna medalistka mistrzostw świata i wielokrotna medalistka mistrzostw świata juniorów.

## Kariera
Pierwszy sukces w karierze osiągnęła w 1990 roku, zdobywając srebrny medal na mistrzostwach świata juniorów w Sodankylä. Wynik ten powtórzyła podczas MŚJ 1991 w Galyatető, a na rozgrywanych rok później mistrzostwach świata juniorów w Canmore zwyciężyła w sztafecie i biegu indywidualnym. Ponadto podczas mistrzostw świata juniorów w Ruhpolding w 1993 roku zwyciężyła w sztafecie, a w sprincie zajęła trzecie miejsce.
W Pucharze Świata zadebiutowała 20 stycznia 1990 roku w Anterselvie, zajmując 10. miejsce w biegu indywidualnym. Tym samym już w debiucie zdobyła pierwsze punkty. Nigdy nie stanęła na podium zawodów tego cyklu, najwyższą lokatę wywalczyła 19 grudnia 1991 roku w Hochfilzen, kończąc rywalizację w biegu indywidualnym na piątej pozycji. Najlepsze wyniki osiągnęła w sezonach 1992/1993 i 1993/1994, kiedy zajmowała dziewiętnaste miejsce w klasyfikacji generalnej.
Podczas mistrzostw świata w Canmore w 1994 roku razem z Ann-Elen Skjelbreid, Annette Sikveland i Hildegunn Fossen zdobyła srebrny medal w biegu drużynowym. Była też między innymi czwarta w tej samej konkurencji na rozgrywanych w 1993 roku mistrzostwach świata w Borowcu. Brała też udział w igrzyskach olimpijskich w Albertville w 1992 roku, gdzie w swoim jedynym starcie zajęła 27. miejsce w biegu indywidualnym.

## Osiągnięcia

### Igrzyska olimpijskie
| Rok  | Miejscowość | Konkurencje | Konkurencje | Konkurencje | Konkurencje | Konkurencje | Konkurencje | Konkurencje |
| Rok  | Miejscowość | IN          | SP          | PU          | MS          | RL          | MR          | SR          |
| ---- | ----------- | ----------- | ----------- | ----------- | ----------- | ----------- | ----------- | ----------- |
| 1992 | Albertville | 27.         | –           | nd.         | nd.         | –           | nd.         | –           |

### Mistrzostwa świata
| Rok  | Miejscowość | Konkurencje | Konkurencje | Konkurencje | Konkurencje | Konkurencje | Konkurencje | Konkurencje |
| Rok  | Miejscowość | IN          | SP          | PU          | MS          | RL          | MR          | SR          |
| ---- | ----------- | ----------- | ----------- | ----------- | ----------- | ----------- | ----------- | ----------- |
| 1993 | Borowec     | 36.         | 20.         | nd.         | nd.         | 9.          | nd.         | –           |
| 1994 | Canmore     | nd.         | nd.         | nd.         | nd.         | nd.         | nd.         | –           |

### Puchar Świata

#### Miejsca w klasyfikacji generalnej
| Sezon     | Miejsce |
| --------- | ------- |
| 1989/1990 | 35.     |
| 1991/1992 | 29.     |
| 1992/1993 | 19.     |
| 1993/1994 | 19.     |
| 1994/1995 | 43.     |
| 1996/1997 | 36.     |
| 1998/1999 | -       |

#### Miejsca na podium chronologicznie
Idland nigdy nie stanęła na podium indywidualnych zawodów PŚ.